# Pauline Powell Burns
Pauline Powell Burns (Oakland, California, 1872-1912), también conocida como Pauline Powell, fue una pintora y pianista estadounidense. Fue la primera artista afroamericana en exhibir pinturas en California en 1890. Powell también fue una pianista que ofreció recitales en el área de la Bahía de San Francisco.

## Historia familiar
Pauline Powell nació en 1872 en Oakland, California, de Josephine Turner y su esposo, el mozo de estación William W. Powell. Su bisabuelo fue el herrero Joseph Fossett, uno de los esclavos de Thomas Jefferson que fue liberado por los términos de su testamento en 1826. Su abuela Isabella Fossett también era esclava y, cuando era niña, fue vendida en Monticello en 1827 como parte de un acuerdo de liquidación de deudas inmobiliarias; más tarde, escapó a Boston. Los padres de Powell se mudaron a Oakland, donde nació su hija Pauline en 1872, el año en que murió su abuela Isabella.
El 11 de octubre de 1893 se casó con Edward E. Burns; no tuvieron hijos.

## Carrera profesional
Powell mostró un talento artístico y musical temprano y estudió piano y pintura. Aunque para entonces los afroamericanos podían asistir a la Escuela de Diseño de California, parece haber sido en gran parte autodidacta. Dio recitales de piano públicos a nivel local y, al menos una vez, cantó en un cuarteto en Los Ángeles; fue elogiada por un escritor del Área de la Bahía como "la brillante estrella musical de su estado".
Se cree que Powell fue la primera artista afroamericana en exhibir en California. Aparentemente, comenzó a mostrar sus pinturas a la edad de 14 años, pero su primera exposición pública conocida fue en la Feria del Instituto de Mecánica en San Francisco en 1890. Aunque sus pinturas en la feria recibieron "grandes elogios", fue más reconocida como pianista y figura en la historia de 1919 de afroamericanos en California únicamente como profesora de piano.
La obra de arte de Powell es escasa, en parte debido al momento en que vivió, pero también porque murió a una edad temprana, a los 40 años en 1912, de tuberculosis. Es conocida por haber pintado paisajes y naturalezas muertas; las obras que sobreviven incluyen Champagne and Oysters (ca. 1890), Bulldogs, Still Life With Fruit (1890), Violets (óleo sobre cartulina, 1890) y un par de acuarelas, una de capuchinas y la otra de tulipanes, ambas en la colección de Dunsmuir House en Oakland, California. Violets está en la colección del Museo Nacional de Arte y Cultura Afroamericana del Instituto Smithsoniano.
Algunos documentos relacionados con la vida de Powell se encuentran en los Archivos de Arte de California.

## Colecciones públicas
- Museo Nacional de Arte y Cultura Afroamericana, Washington D. C.[14]